# Hodkovičky (tvrz)
Tvrz v Hodkovičkách je zaniklé sídlo v Praze 4, které se pravděpodobně nacházelo v místech ulice V Mokřinách, mezi kaplí svatého Bartoloměje a západní strání kopce.

## Historie
Osada Hodkovičky je poprvé zmíněna roku 1245, kdy ji vlastnila vyšehradská kapitula. Ta zde vybudovala tvrz. August Sedláček ji podpisuje jako dvůr, který byl ohrazen zdí a v jehož centru stála kamenná věž „s dřevěným vyzbrojením a jednou malou místností“. Roku 1368 kapitula vyplatila ves ze zástavy Mikuláši Coltrovi a pronajala ji komorníku Janovi. Z pozdější doby se o tvrzi žádná zmínka nedochovala.
Lokace
Pravděpodobně se jednalo o vodní tvrz na ostrově rybníka v místech ulice V Mokřinách. Poloostrov z větší části obklopený rybníkem existoval ještě na počátku 20. století a vstupovalo se na něj ze západní strany.